# Marathon (Texas)
Marathon ist ein Census-designated place im Brewster County im US-Bundesstaat Texas.

## Geographie
Marathon liegt im mittleren Westen von Texas, im nördlichen Teil des Brewster County. Der Ort liegt an der Strecke der Southern Pacific Railroad, an der Kreuzung der US-Highways 90 und 385, 41 Kilometer südöstlich von Alpine (Texas), er befindet sich 1264 Meter über dem Meeresspiegel.
Das Klima ist semiarid, geprägt durch warme Sommer mit Durchschnittstemperaturen von 21 bis 26 Grad Celsius von Mai bis September und milde Winter mit Durchschnittswerten um 0 Grad von Dezember bis Februar. Die jährliche Niederschlagsmenge beträgt im Durchschnitt 375 mm.
Seit 1978 gab es in Marathon sechs Erdbeben zwischen 4,0 und 6,9 Stärke, das stärkste am 28. Februar 1995.

## Demographie
Im Jahre 2010 lebten 430 Personen in Marathon, was einem Bevölkerungsrückgang von 5,5 % gegenüber 2000 bedeutet. Das Durchschnittsalter der Einwohner lag mit 52,5 Jahren erheblich über dem texanischen Durchschnitt von 30,8 Jahren. Das Stadtgebiet umfasst 5,25 Quadratmeilen mit einer Bevölkerungsdichte von 82 Menschen pro Quadratmeile.
Marathon wird vor allem von Anglo-Amerikanern (55,6 % der Bevölkerung) und Hispano-Amerikanern (43,3 %) bewohnt, 2 % sind afro-amerikanischer Herkunft. 15 % der Einwohner sind englischer, 8 % irischer und 6 % deutscher Abstammung.
Zwar liegt der Index der Lebenshaltungskosten mit 81,3 signifikant unter dem US-Durchschnitt (100), jedoch lag das durchschnittliche Haushaltseinkommen 2012 mit 31.508 $ erheblich unter dem texanischen Durchschnitt von 50.740 $. Die Arbeitslosenquote lag im Juni 2014 bei 4,9 % (texanischer Durchschnitt 5,5 %).

## Geschichte
Marathon entstand im Rahmen des Eisenbahnbaus der „Galveston, Harrisburg & San Antonio Railway“, Bautrupps der Eisenbahnlinie erreichten das Gebiet des späteren Ortes im März 1882. Vor Ankunft der Eisenbahnstrecke hatte es im Gebiet von Marathon lediglich die „Circle Dot Ranch“ der Brüder Solomon und Mayer Haff gegeben, deren Ranchgebäude sich sechs Kilometer südwestlich der späteren Stadt befand.
Am 10. März 1882 kaufte Albion E. Shepard, ein Aufseher und Landvermesser, der für die Eisenbahngesellschaft arbeitete, Land und errichtete seine „Iron Mountain Ranch“ knapp nördlich des späteren Ortskerns. Bei seinem Antrag auf Errichtung einer Poststation nannte er als Bevölkerungszahl des Eisenbahnercamps 120 Personen. Am 13. Februar 1883 wurde die Poststation eröffnet, und Shepard nannte den entstehenden Ort Marathon.
1884 betrug die Einwohnerzahl des Ortes 50 Personen, es gab vier Viehzüchter, dazu kam Shepard, der eine Schafzucht betrieb, und einen Saloon. Durch die Anbindung an die Eisenbahnlinie entwickelte sich Marathon zum Umschlagplatz und Nahversorgungszentrum für die umliegenden Ranches.
Als aus dem Presidio County 1887 die neuen Counties Brewster County, Buchel County und Foley County gebildet wurden, sollte Marathon die Hauptstadt des Buchel Countys werden. 1897 wurden Buchel und Foley County dem Brewster County zugeschlagen.
1888 wurde ein Gemeindehaus, das aus einem Raum bestand, erbaut, das als Schule, Kirche und Versammlungsraum diente, es wurde 1898 um einen zweiten Raum erweitert. Ein festes Schulgebäude wurde 1909 errichtet. 1896 war die Zahl der Einwohner auf 110 gestiegen.
Um und kurz nach 1900 entstanden drei Kirchengemeinden:  1898 gründete sich die „Marathon Baptist Church“, die 1910 ein eigenes Kirchengebäude bezog (ihr gehörten 2012 27 % der Bevölkerung an); 1909 weihte die „St. Mary Catholic Church“ ihre Kirche (2012 = 51 % der Bevölkerung), und „Marathon Methodist Church“ wurde 1910 fertiggestellt (2012 = 9 % der Bevölkerung).
Bis 1914 stieg die Einwohnerzahl auf 600. Nach einem Rückgang der Bevölkerung auf 218 im Jahre 1925 stieg die Einwohnerzahl Ende der 1920 rapide auf knapp 1000. Ende der 1940er Jahre sank die Bevölkerung auf 600, sank Anfang der 1950er Jahre auf 500, nach einem Anstieg Ende der 1960er Jahre auf 996 Einwohner, sank die Einwohnerzahl ab den frühen 1970er Jahren auf 800. Stetige weitere Bevölkerungsabwanderung, vor allem der jungen Erwachsenen, ließ die Einwohnerzahl weiter schrumpfen.  Bevölkerungsanstiege und -abfälle sind mit der wirtschaftlichen Entwicklung des Ortes zu erklären, so sind wiederholte Versuche, Industrie in Marathon anzusiedeln, meist nach kurzer Zeit gescheitert. Auch Ölfunde Ende der 1920er Jahre erwiesen sich bald als nicht wirtschaftlich förderbar. So ist Marathon heute das Nahversorgungszentrum für die umliegenden Ranches und häufig Zwischenstopp für die zum Big Bend National Park reisenden Touristen.